# Linlín
Linlín, también escrito Lin-lín o Lin Lin, es una isla del archipiélago de Chiloé en el sur de Chile, perteneciente a la comuna de Quinchao.
Es una isla de forma redondeada, de unos 10 km² de superficie, y con dos lomas pronunciadas que pueden verse desde el mar. Se distinguen dos sectores, Los Pinos y Curaco de Linlín, cada uno con una iglesia católica construida a la usanza tradicional de Chiloé. Las islas vecinas son Llingua al sur y Meulín al este, mientras que Quinchao está al suroeste y al sur y la costa de la Isla Grande se encuentra al norte y noroeste, siendo Calen (comuna de Dalcahue) el sector más cercano.
De acuerdo al censo de 2002, su población era de 561 personas repartidas en 173 viviendas. Las actividades económicas principales son las relacionadas con el mar, como la pesca artesanal y la recolección de pelillo; además se practica la agricultura de subsistencia y es tradicional el tejido de frazadas a telar.
En la isla existe un centro de atención de salud y una escuela en que se imparte enseñananza básica; los hospitales y centros de enseñanza secundaria más cercanos se encuentran en Achao, a unos 45 minutos de navegación, lo cual causa dificultades a sus residentes, lo mismo que la ausencia del servicio de energía eléctrica. En enero de 2012 el municipio de Quinchao anunció la compra de estanques de combustible para el funcionamiento de grupos electrógenos que proporcionarían 12 horas diarias de electricidad a los habitantes de las islas de Linlín y Teuquelín.
Se desconoce el origen del topónimo, pero se especula que podría tener origen chono o mapuche. Jorge Ibar Bruce argumentó en la obra Ensayo sobre los indios chonos y la interpretación de su toponimia que la palabra provendría de la reduplicación de un supuesto término en idioma chono *lin, que significaría "cerro", puesto que la isla posee dos cerros; mientras que para Pedro Armengol Valenzuela en Glosario etimológico de nombres de hombres, animales, plantas, ríos y lugares, y de vocablos incorporados en el lenguaje vulgar aborígenes de Chile, y de algún otro país americano (1918), Francisco Cavada en Chiloé y los chilotes (1914) y Ernesto de Moesbach en Voz de Arauco (1944), se trataría de una reduplicación de lin, el nombre mapuche de la gramínea conocida en castellano como "paja ratonera".